# Syzeuctus guatemalensis
Syzeuctus guatemalensis är en stekelart som först beskrevs av Cameron 1886.  Syzeuctus guatemalensis ingår i släktet Syzeuctus och familjen brokparasitsteklar. Inga underarter finns listade i Catalogue of Life.